# Ингерсхајм (Некар)
Ингерсхајм (њем. Ingersheim) град је у њемачкој савезној држави Баден-Виртемберг. Једно је од 39 општинских средишта округа Лудвигсбург. Према процјени из 2010. у граду је живјело 6.024 становника. Посједује регионалну шифру (AGS) 8118077.

## Географски и демографски подаци
Ингерсхајм се налази у савезној држави Баден-Виртемберг у округу Лудвигсбург. Град се налази на надморској висини од 210 метара. Површина општине износи 11,6 km². У самом граду је, према процјени из 2010. године, живјело 6.024 становника. Просјечна густина становништва износи 522 становника/km².

## Међународна сарадња
| Мјесто     | Држава    | Врста сарадње | Од    |
| ---------- | --------- | ------------- | ----- |
| Ингерсхајм | Француска | партнерство   | 2004. |
| Извор      |           |               |       |